# Бомбардиране на Неапол
Неапол е най-бомбардираният италиански град през Втората световна война.
Върху Неапол са нанесени около 200 въздушни удара между 1940 и 1944 г. от западните англо-американски съюзнически сили, от които 180 са през 1943 г. Оценките на цивилните жертви варират между 20 000 и 25 000 убити.
Основни цели в Неапол са пристанищните и железопътните съоръжения, както промишлените е нефтопреработвателните такива в източната част на града, вкл. промишлената зона в западната му част.
Най-тежката бомбардировка е на 4 август 1943 г., когато 400 самолета B-17 от Северна Африка се насочват към базата за подводници в Неапол, но реално стоварват авиационните си бомби над града. Унищожени са църква и болница, както и много кораби в пристанището.